# PKWare
PKWare est un éditeur logiciel fondé par Phil Katz en 1986 et spécialisé dans la gestion et l'archivage de données, en particulier leur compression et leur sécurisation.
Le nom de l'entreprise vient des initiales de son créateur.
PKWare est à l'origine du format d'archive Zip, qu'elle introduit en 1989 avec PKZip pour remplacer le format Arc utilisé par PKArc qu'elle abandonne à la suite d'un dépôt de plainte de System Enhancement Associates, détenteur des droits sur le format et la marque Arc.
Ni PKWare, ni Phil Katz ne protège ce nouveau format qui est dès lors implémenté par d'autres et devient un standard de fait en archivage et en compression de données.